# 55 Dywizja Lotnictwa Bombowego
55 Dywizja Lotnictwa Bombowego (ros. 55-я бомбардировочная авиационная Краснознамённая дивизия) – radziecka i rosyjska dywizja Lotnictwa Dalekiego Zasięgu.
Wchodziła w skład (1991)  30 Armii Lotniczej Dalekiego Zasięgu z Irkucka. W grudniu 1991 zreorganizowano Lotnictwo Dalekiego Zasięgu, rozwiązano armie lotnicze, a dywizja weszła w bezpośrednie podporządkowanie dowódcy lotnictwa.

## Struktura organizacyjna
| W latach 1990–1991           | W latach 1990–1991 | W latach 1990–1991 |
| Oddział                      | Uzbrojenie         | Garnizon           |
| ---------------------------- | ------------------ | ------------------ |
| dowództwo dywizji            |                    | Wozdwiżejka        |
| 444 pułk lotnictwa bombowego | TU-22M             | Wozdwiżejka        |
| 303 pułk lotnictwa bombowego | TU-22M             | Zawityńsk          |